# Christopher West
Christopher West, ugledan je američki publicist i predavač spolnoga morala i teologije tijela na prestižnim učilištima u Americi i Australiji. Vrlo je tražen javni govornik i djelatan je član Instituta teologije tijela, neprofitne ustanove s ciljem širenja i razumijevanja učenja teologije tijela diljem svijeta. Njegove knjige o braku i spolnosti postale su katolički bestseleri. Najpoznatiji je popularizator teologije tijela, nauk koji je osmislio papa Ivan Pavao II. Djela: Što je teologija tijela i kako može promijeniti , Pitanje kontracepcije - brošura , Otvoreno o seksualnosti i braku, Teologija tijela za početnike.